# Deutsche Fechtmeisterschaften 1989
Bei den Deutschen Fechtmeisterschaften 1989 wurden Einzel- und Mannschaftswettbewerbe in den Disziplinen Herrendegen, Herrensäbel und Herrenflorett ausgetragen. Bei den Damen wurde neben Florett auch Degen gefochten, Meisterschaften im Damensäbel gab es erstmals 1999. Die Meisterschaften wurden vom Deutschen Fechter-Bund organisiert.

## Herren

### Florett (Einzel)
| Platz | Sportler         | Verein                |
| ----- | ---------------- | --------------------- |
| 1     | Thorsten Weidner | FC Tauberbischofsheim |
| 2     | Mathias Gey      | FC Tauberbischofsheim |
| 3     | Ulrich Schreck   | OFC Bonn              |

### Florett (Mannschaft)
| Platz | Verein                | Sportler                                                     |
| ----- | --------------------- | ------------------------------------------------------------ |
| 1     | OFC Bonn              | Ulrich Schreck Thomas Theuerkauff Bill Gosbee Dirk Schiffler |
| 2     | FC Tauberbischofsheim | Mathias Gey Roman Christen Thorsten Weidner Dieter Lammer    |
| 3     | Offenbacher FS        |                                                              |

### Degen (Einzel)
| Platz | Sportler         | Verein                |
| ----- | ---------------- | --------------------- |
| 1     | Thomas Gerull    | FC Tauberbischofsheim |
| 2     | Patrick Draenert | Heidenheimer SB       |
| 3     | Günter Jauch     | Heidenheimer SB       |

### Degen (Mannschaft)
| Platz | Verein                  | Sportler |
| ----- | ----------------------- | -------- |
| 1     | Heidenheimer SB         |          |
| 2     | FC Tauberbischofsheim   |          |
| 3     | TSV Bayer 04 Leverkusen |          |

### Säbel (Einzel)
| Platz | Sportler          | Verein                |
| ----- | ----------------- | --------------------- |
| 1     | Ulrich Eifler     | OFC Bonn              |
| 2     | Felix Becker      | OFC Bonn              |
| 3     | Michael Huchwajda | FC Tauberbischofsheim |

### Säbel (Mannschaft)
| Platz | Verein                | Sportler |
| ----- | --------------------- | -------- |
| 1     | OFC Bonn              |          |
| 2     | TSV Bayer Dormagen    |          |
| 3     | FC Tauberbischofsheim |          |

## Damen

### Florett (Einzel)
| Platz | Sportler          | Verein                |
| ----- | ----------------- | --------------------- |
| 1     | Anja Fichtel      | FC Tauberbischofsheim |
| 2     | Zita Funkenhauser | FC Tauberbischofsheim |
| 3     | Monika Weber      | OFC Bonn              |

### Florett (Mannschaft)
| Platz | Verein                | Sportler |
| ----- | --------------------- | -------- |
| 1     | FC Tauberbischofsheim |          |
| 2     | OFC Bonn              |          |
| 3     | Offenbacher FS        |          |

### Degen (Einzel)
| Platz | Sportler           | Verein              |
| ----- | ------------------ | ------------------- |
| 1     | Christiane Mangold | SV Böblingen        |
| 2     | Dagmar Ophardt     | Fechtclub Offenbach |
| 3     | Angelika Oeztanil  | TK Hannover         |

### Degen (Mannschaft)
| Platz | Verein                | Sportler |
| ----- | --------------------- | -------- |
| 1     | Fechtclub Offenbach   |          |
| 2     | OFC Bonn              |          |
| 3     | FC Tauberbischofsheim |          |